# 贵缑高速动车组列车
贵缑高速动车组列车是中国铁路运行于贵州省省会贵阳市贵阳北站及浙江省宁波市下属宁海县宁海站的高速动车组列车，途经浙江省、江西省、湖南省、贵州省四省，运营里程1825公里，现每日开行1趟，由成都局集团贵阳客运段担任客运乘务。贵阳北站至宁海站运行10小时57分，使用车次为G2334/2331次。

## 历史
2019年1月5日，原贵阳北~宁波G2334/2331、G2332/2333次列车延长至宁海站始发终到。
2023年7月1日，G2332/2333次列车延长至盘州站终到。

## 使用列车
G2334/2331次列车使用配属成都局集团贵阳北动车运用所的CRH380D，重联运行。